# Johannes Margreiter
Johannes Margreiter (* 26. Februar 1958 in Innsbruck) ist ein österreichischer Jurist und Politiker (NEOS). Vom 23. Oktober 2019 bis zum 23. Oktober 2024 war er Abgeordneter zum Österreichischen Nationalrat.

## Werdegang
Margreiter besuchte von 1965 bis 1968 die Knabenvolksschule in Hall in Tirol, anschließend bis 1976 das Franziskanergymnasium Hall in Tirol. Von 1976 bis 1981 studierte er Rechtswissenschaften an  der Universität Innsbruck. Seit 1987 ist er Rechtsanwalt in Hall in Tirol und seit 2017 gleichzeitig allgemein beeideter und gerichtlich zertifizierter Sachverständiger.

## Politischer Werdegang
Von 1986 bis 1992 war Margreiter ÖVP-Gemeinderat in der Stadt Hall in Tirol und als dieser Obmann des Umweltausschusses. 1992 gründete er die unabhängige  Bürgerliste „Für Hall“ und von 1992 bis 1998 Stadtrat. Von 1998 bis 2004 war er abermals Stadtrat und Obmann des Altstadtausschusses. 1998 arbeitete er beim Liberalen Forum mit und bereitete die Landtagswahl in Tirol 1999 vor. Von 2004 bis 2010 war er Finanzstadtrat. 2014 kam er erstmals mit den NEOS in Berührung und 2017 Kandidat der Neos bei der Nationalratswahl 2017. 2018 beteiligte er sich als ehrenamtlicher Wahlkampfleiter der NEOS bei der Gemeinderats- und Bürgermeisterwahl in Innsbruck. Für die NEOS kandidierte er außerdem bei der Europawahl 2019.
Am 20. Jänner 2022 hat er gemeinsam mit 32 anderen Abgeordneten im Nationalrat gegen die COVID-19-Impfpflicht in Österreich gestimmt.

## Privates
Johannes Margreiter war von 1983 bis zum Tod seiner Frau im  Jahr 2018 verheiratet und hat einen Sohn und eine Tochter. Er lebt in Hall in Tirol. Sein Bruder Christian Margreiter (Bürgerliste Für Hall) wurde 2022 zum Bürgermeister von Hall gewählt.